# Pásifaé
Pasifaé, starořecky Πασιφαη „Vše ozařující“, latinsky Pasiphae, je v řecké mytologii dcerou Hélia a manželkou krétského krále Mínoa. Se svým mužem zplodila několik dětí z nichž nejznámější jsou Ariadné a Faidra, s posvátným bílým býkem pak zplodila nestvůrného Mínótaura. Za svůj čin byla Mínoem zašita do kravské kůže a rozsápána býkem.
Podle Pausániovy Cesty po Řecku je Pasifaé také jménem bohyně která byla ctěna v lákónském městě Thalamai společně s Héliem, přičemž ji ztotožňuje se Seléné. O tom že Pasifaé je bohyní spekuloval také Cicero a jako bohyně je uvedena v Sudově slovníku.

## Mýtus
Dochované zmínky Pasifaé  až na jednu výjimku pochází až z pozdních zdrojů doby římské říše. Pseudo-Apollodórova Bibliothéka uvádí že byla dcerou Hélia a Perseidy, sestrou Kirké a Aiéta a manželkou Mínoa. Ten s ní, případně s Krétou, zplodil čtyři syny: Katrea, Deukalióna, Glauka, Androgea; a čtyři dcery: Akallé, Xenodiké, Ariadné a Faidru. Vypráví pak o tom, jak Pasifaé svého manžela očarovala tak, že když při sexu vyvrcholil, vycházely z něj místo semene „divoká stvoření“, která zabila ženu, s kterou ulehl. Athénská princezna Prokris tak Minóovi musela podat lektvar z „kirkovského kořene“, aby se ochránila.  Podle Proměn Antonina Liberalise byly těmito divokými stvořeními hadi, štíři a stonožky a Prokris Minóovi poradila, že byl měl nejdříve vyvrcholit do kozího měchýře. Toto dílo také uvádí že Pasifaé byla nesmrtelná.
Nejstarší podání o Minotaurovi je známo z fragmentu díla řeckého básníka Bakchylida, podle kterého Afrodité naplnila Pasifaé touhou k bílému býkovi. Královna tak nařídila Daidalovi, aby jí postavil dutý model krávy, v kterém se mohla spojit s býkem, skryta před zrakem Mínoa. Pseudo-Apollodórova Bibliothéka uvádí, že touha k býkovi byla vzbuzena Poseidónem, kterého Mínos urazil. Poté, co se díky Daidalově pomoci Pasifaé s býkem spojila, zplodila syna Asteria, zvaného Mínótauros. Podobně příběh vypráví Diodóros Sicilský ve své Historické knihovně.
Apollónios Rhodský ve své Argonautice uvádí, že byla dcerou Héliovou a sestrou Aiétovou, podle Historické knihovny Diodora Sicilského byla dcerou Hélia a Kréty, a matkou Katrea, Androgea, Ariadné a dalších nejmenovanovaných dětí.